# Maschinenhaus der Firma Brackelsberg

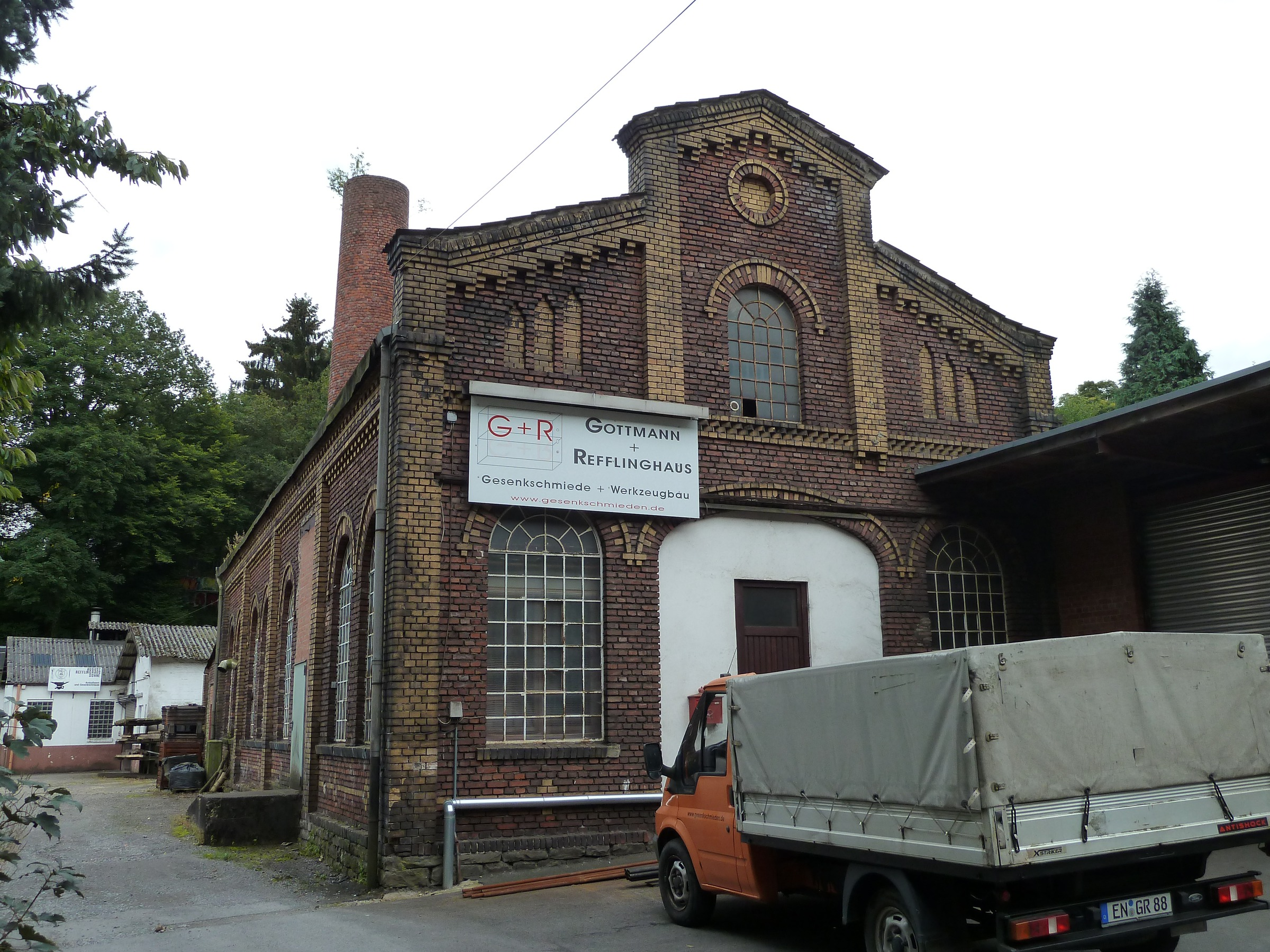
Maschinenhaus

Das Maschinenhaus der Firma Brackelsberg ist ein ehemaliges Fabrikgebäude in dem Ennepetaler Ortsteil Milspe, Heilenbecker Straße 111a. Es wurde um die Wende zum 20. Jahrhundert errichtet und steht unter Denkmalschutz.

## Beschreibung
Das Gebäude wurde als Maschinenhaus für den Unternehmer R. Brackelsberg errichtet und ist beispielhaft für die Industriearchitektur des Historismus. Es besitzt einen basikalen Querschnitt mit straßenseitigem Blendgiebel. Die Fassaden des Gebäudes bestehen aus gelben und roten Ziegeln und werden durch Lisenen gegliedert. Die Ortgang- und Traufgesimse besitzen einen Zahnschnittfries. Erhalten sind die Rundbogenfenster mit Metallsprossen und einer knappen Verdachung.
Für denselben Bauherrn wurden auch die Villa Brackelsberg und das Fabrikgebäude der Firma Brackelsberg errichtet.